# Estudi fotogràfic

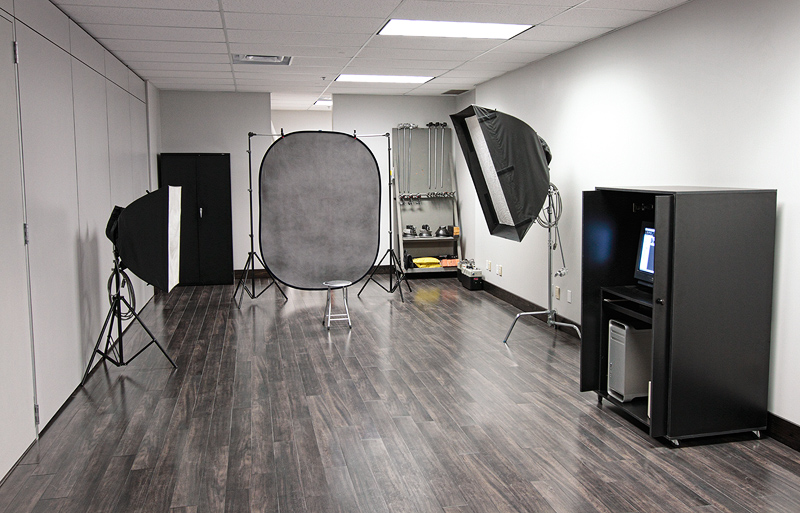
Estudi fotogràfic

Un  estudi fotogràfic és un espai de treball i també una corporació. Com a espai de treball, és similar a un estudi artístic, però en un estudi fotogràfic també es dona lloc a la presa, desenvolupament, impressió i duplicació de fotografies. L'entrenament fotogràfic i l'exhibició de fotografies acabades també poden dur a terme dins de l'estudi. Sol estar compost per una habitació fosca, un espai per a l'emmagatzematge, un estudi pròpiament dit - on les fotografies són preses -, una sala d'exhibició i un espai per a activitats relacionades.
Com a entitat corporativa, és un negoci pertanyent i representat per un o diversos fotògrafs, possiblement acompanyats per assistents i alumnes, els quals creen i venen fotografies pròpies i de vegades d'altres fotògrafs.
Des de començaments del segle xx, les funcions corporatives d'un estudi han estat trucades amb creixent freqüència «agència fotogràfica», deixant el terme d'«estudi fotogràfic» per referir-gairebé exclusivament a l'espai de treball.